# Bobrzak
Bobrzak (niem. Bibersberg) – szczyt w Rudawach Janowickich o wysokości 839 m n.p.m.
Bobrzak wraz z Rudnikiem stanowi jedną z dwóch kulminacji południowo-zachodniej części głównego grzbietu Rudaw Janowickich. Od strony północnej, od Skalnika, oddziela go Przełęcz pod Bobrzakiem, od wschodniej jest oddzielony Rozdrożem pod Bobrzakiem od Wilkowyi.
Bobrzak znajduje się na granicy dwóch jednostek geologicznych należących do bloku karkonosko-izerskiego - masywu karkonoskiego i wschodniej osłony granitu karkonoskiego. Zachodnie zbocza zbudowane są z waryscyjskich granitów porfirowatych. Partie szczytowe z proterozoicznych gnejsów oczkowych, a wschodnie zbocza z dewońskich łupków łyszczykowych, zieleńców, amfibolitów i innych skał metamorficznych "serii Leszczyńca".
Bobrzak był w przeszłości porośnięty lasem świerkowych regla górnego, lecz w wyniku katastrofy ekologicznej drzewostan doznał poważnych uszkodzeń. Znajduje się na obszarze Rudawskiego Parku Krajobrazowego.

## Szlaki turystyczne
Południowo-zachodnim zboczem Bobrzaka prowadzi żółty szlak pieszy, łączący Przełęcz Okraj ze stacją kolejową w Trzcińsku.
- Przełęcz Kowarska - Bobrzak - Przełęcz pod Bobrzakiem[1]